# Kenny Clarke
Ne doit pas être confondu avec le sportif Kenny Clark.
Pour les articles homonymes, voir Clarke.
Kenneth Spearman Clarke, connu sous le nom de Kenny Clarke, né le 9 janvier 1914 à Pittsburgh et mort le 26 janvier 1985 à Montreuil-sous-Bois, surnommé « Klook » (en référence à une onomatopée inventée par lui : « the klook-a-mop »), est un batteur de jazz américain, une figure majeure du style bebop, avec Charlie Parker, Dizzy Gillespie, Charles Mingus, Thelonious Monk, puis du style cool avec Miles Davis et John Lewis, créateur avec Dante Agostini d'une école de batterie et cofondateur avec Francy Boland du Clarke-Boland Big Band.

## Biographie

### Jeunesse et formation
Kenny Clarke, est le fils de Charles Spearman, un tromboniste, et de Martha Grace Scott, une pianiste. Peu de temps après sa naissance son père abandonne sa famille, puis sa mère décède le 10 mai 1919 alors qu'il a cinq ans,. Avec son frère Chuck, il est placé dans un foyer pour enfants orphelins, le Coleman Industrial Home for Negro Boys, là un enseignant, M. Moore, repère les aptitudes du jeune Kenny pour la musique, après s'être essayé à la trompette, au trombone, au saxophone et d'autres cuivres et n'en avoir trouvé aucun à son goût, Moore suggère à Kenny de se mettre à la caisse claire.
Il fait ses études secondaires à la Herron Hill Junior High School de Pittburgh, il y étudie le piano, le vibraphone et la théorie musicale, il quitte son établissement à l'âge de seize ans.

### Carrière
Au début des années 1940, il est le batteur du Minton's Playhouse un club de jazz de New York et participe ainsi à de nombreuses jam sessions (notamment avec Cousin Joe) qui donnent naissance au jazz moderne. Il joue aussi avec Charlie Christian en 1941.
Clarke est membre fondateur du Modern Jazz Quartet (appelé au début Milt Jackson Quartet) en 1951. Il est remplacé par Connie Kay en 1955.
Il participe également à de nombreuses sessions pour Savoy dont il est le batteur principal.
En 1956, il s'installe définitivement en France. Il joue régulièrement avec les musiciens américains de passage à Paris. Il forme, entre autres, un trio (« The Three Bosses ») avec Bud Powell et Pierre Michelot. Dans les années 1960 il accompagne le saxophoniste Dexter Gordon avec lequel il enregistre l'album Our Man in Paris (Blue Note, 1963). En 1961, il crée un Big band avec le pianiste Francy Boland, le Clarke-Boland Big Band, composé de musiciens européens et de musiciens américains expatriés,. Ce big band, créé à l'initiative du producteur italien Gigi Campi, dura onze années.

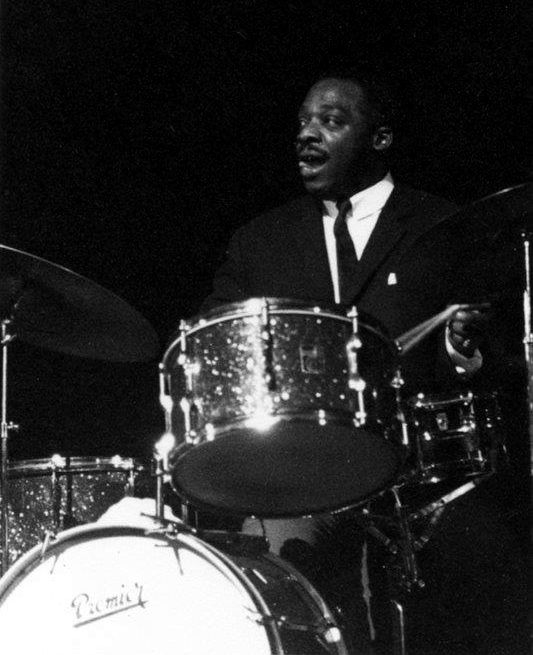
Kenny Clarke en concert à Bruxelles (American Jazz Festival) en octobre 1964

À partir de 1968, Kenny Clarke fait partie pendant 10 ans du quatuor avec orgue du clarinettiste Jean-Christian Michel, avec lequel il enregistre cinq albums et donne de nombreux concerts en Europe. Durant quelque temps, il accompagne également Claude Nougaro avec Eddy Louiss avec lequel il forme un trio (avec Jimmy Gourley puis René Thomas).

### Enseignement
Il crée un conservatoire de musique en banlieue parisienne à Saint-Germain-en-Laye où il enseigne la batterie. Il est également le cofondateur de l'école Agostini-Kenny Clarke dans les locaux de la maison Selmer située au 11 rue de la Fontaine-au-Roi (Paris 11e), il publie un solfège rythmique lors de cette collaboration avec Dante Agostini. De nombreux batteurs jazz français y feront leurs armes en qualité de jury, comme Daniel Humair ou André Ceccarelli, ou d'élèves comme Emmanuel Boursault ou Jean-Marc Lajudie.

### Vie personnelle
En 1944, il épouse la chanteuse et pianiste de Jazz Carmen McRae, ils divorcent en 1956,,.
En 1946, il se convertit à l'islam et prend le nom de Liaquat Al Salaam, mais il n'a jamais fait état de son appartenance religieuse, car d'après son biographe Mike Hennessey, il avait une conception très personnelle de son engagement religieux,[C'est-à-dire ?].
En 1949, il entame une brève liaison avec la chanteuse britannique Annie Ross. De cette union naît, en 1950, un garçon nommé Kenny Clarke Junior,.
En 1962, il épouse une Allemande, Daisy Dina Wallbach (1938-1993). Le couple s'installe à Montreuil-sous-Bois et, en 1964, ils ont un enfant prénommé Laurent,.

### Décès
Le 26 janvier 1985, Kenny Clarke décède chez lui des suites d'un infarctus. Il repose au cimetière du Père-Lachaise, à Paris.

## Prix et distinctions
- 1972 : boursier du Duke Ellington Fellowship Program (en)[3],[19].
- 1983 : lauréat du National Endowment for the Arts, catégorie Jazz Masters[20].
- 1988 : cérémonie d'intronisation au Down Beat Jazz Hall of Fame (nds)[21]

## Style
Kenny Clarke est un des pionniers de l'utilisation de la cymbale « ride » pour tenir le rythme. Auparavant les batteurs utilisaient pour le rythme principal la caisse claire (qu'il appelait « digging coal », « pelle à charbon ») soutenu par la grosse caisse. Avec Clarke, le rythme est marqué par la ride, la grosse caisse et la caisse claire servant à la soutenir. Il est de ce fait l'inventeur de la technique moderne de la batterie jazz dite du « bomb drumming », qui consiste à marquer des interventions à la caisse claire et/ou à la grosse caisse pendant que la ride et les cymbales charleston marquent le tempo.

## Discographie
- Dexter Gordon - Our Man In Paris (Blue Note, 1963)
- Musique sacrée (1968) (Barclay) avec Jean-Christian Michel
- Eddy Louiss trio Eddy Louiss, Kenny Clarke, René Thomas, CY Records, 1968. Réédition : , Dreyfus Jazz, 1991
- JQM (1972) (General Records) avec Jean-Christian Michel
- Ouverture spatiale (1975) (General Records) avec Jean-Christian Michel
- Eve des origines (1976) (General Records) avec Jean-Christian Michel
- Jazz In Paris, 1977, Rhoda Scott & Kenny Clarke
- Port-Maria (1978) (General Records) avec Jean-Christian Michel
- Special Kenny Clarke 1938-1959 (Jazz Muse) avec Benny Bailey, Clark Terry, Hubert Fol, Lcky Thompson, Tommy Scott, Art Simmons, Jimmy Gourley, Pierre Michelot
- Telefunken Blues (Savoy, 1955) avec Henry Coker, Frank Morgan, Frank Wess, Milt Jackson, Percy Heath
- Bohemia After Dark (Savoy, 1955) avec Cannonball & Nat Adderley, Jerome Richardson, Hank Jones, Horace Silver, Paul Chambers
- Jazzmen of Detroit (Savoy, 1956) avec Pepper Adams, Kenny Burrell, Tommy Flanagan, Paul Chambers
- Plays André Hodeir (Philips, 1956) avec Roger Guérin, Billy Byers, Pat Peck, Hubert Rostaing, Martial Solal, René Urtreger, P. Michelot
- The Golden 8 (Blue Note, 1961) avec  Duško Gojković, Raymond Droz, Christian Kellens, Derek Humble, Karl Drevo,  Francy Boland, Jimmy Woode
- Pieces of Time (Soul Note, 1983) avec Andrew Cyrille, Don Moye and Milford Graves

### Comme sideman
Avec le Modern Jazz Quartet
- 1952 : The Modern Jazz Quartet (Prestige)
- 1953 : An Exceptional Encounter (The Jazz Factory)
- 1956 : Django (Prestige)

Avec Art Farmer
- 1954 : When Farmer Met Gryce (Prestige)

Avec Charles Mingus
- 1954 : Jazz Composers Workshop (Savoy)

Avec Thelonious Monk
- 1955 : Thelonious Monk Plays Duke Ellington (Riverside)

Avec Donald Byrd
- 1955 : Byrd's Word (Savoy)

Avec Lee Konitz et Warne Marsh
- 1955 : Lee Konitz with Warne Marsh (Atlantic)

Avec Kenny Burrell
- 1956 : Jazzmen of Detroit
- 1956 : Introducing Kenny Burrell (Blue Note)

Avec Miles Davis
- 1957 : Bande originale du film Ascenseur pour l'échafaud de Louis Malle (Fontana)
- 1957 : Bags' Groove (Prestige)

Avec Sacha Distel et John Lewis
- 1957 : Afternoon in Paris - Disques Versailles

Avec Barney Wilen
- 1958 : Jazz sur Seine (Philips Records)

Avec Johnny Griffin
- 1964 : Night Lady (Philips)

Avec Dizzy Gillespie
- 1973 : The Giant (America)
- 1973 : The Source (America)

Avec Oscar Peterson et Stéphane Grappelli
- 1973 : "Quartet" (Musidisc)